# Středisko volného času Lužánky

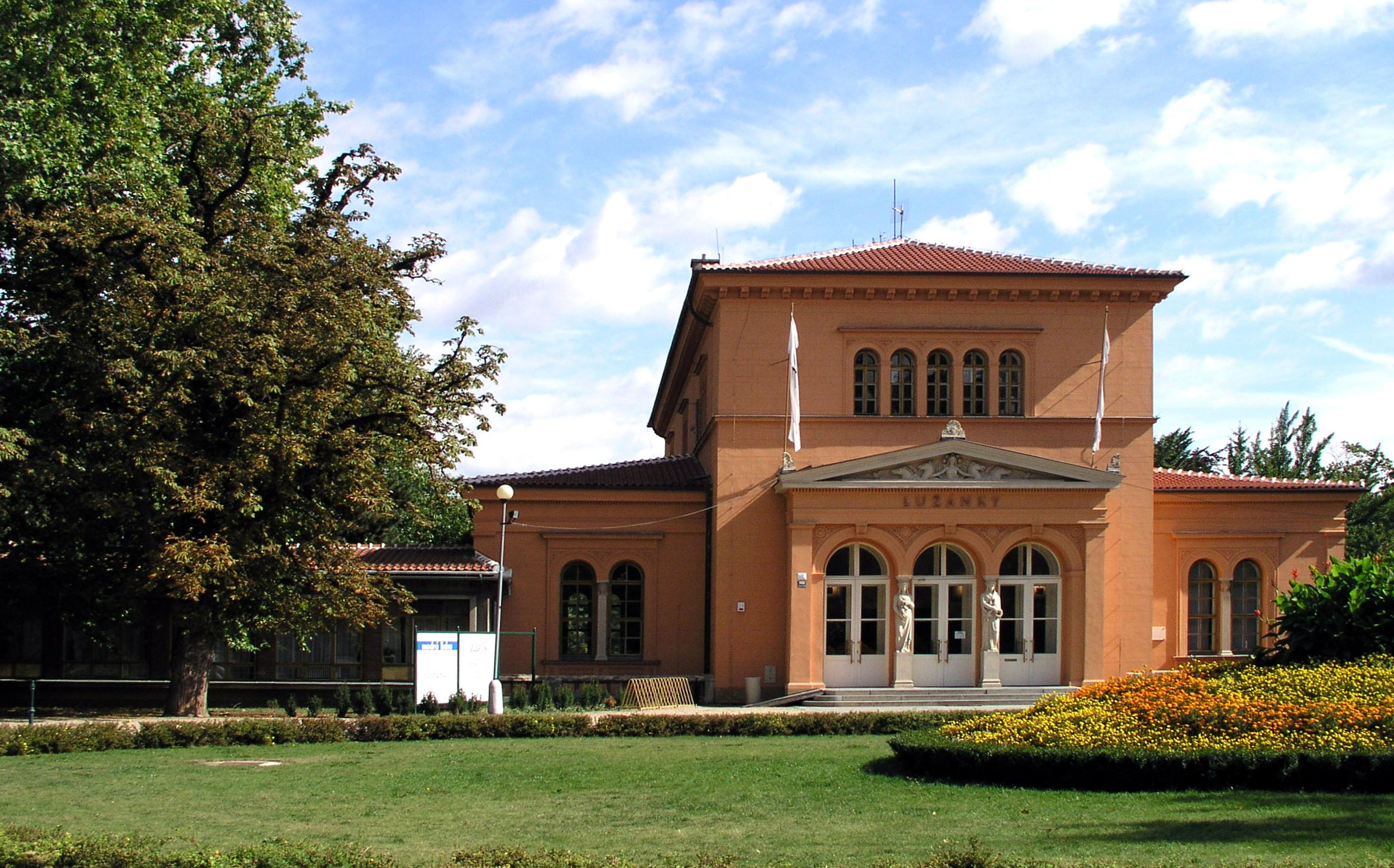
Budova SVČ Lužánky

Středisko volného času Lužánky (SVČ Lužánky) je brněnská organizace pořádající kroužky, tábory a další akce pro děti, mladé lidi i dospělé. Posláním SVČ Lužánky je inspirovat, motivovat a poskytovat prostor pro volný čas a osobní rozvoj každého člověka. Lužánecká pracoviště se nachází na dvanácti místech v Brně a okolí. Zřizovatelem je Jihomoravský kraj. Jedná se o nejstarší a zároveň největší volnočasové zařízení v České republice.[zdroj?]

## Popis
Cílem je smysluplné trávení volného času, vzdělávání a rozvoj dětí i dospělých v různých oborech, od sportu po umělecké aktivity, od techniky a přírodních věd po společenskovědní obory.[zdroj?] Středisko podporuje pozitivní formování osobnosti skrze volnočasové aktivity a vzdělávání široké veřejnosti.[zdroj?]
Pracoviště SVČ Lužánky se nachází na dvanácti místech v Brně a okolí. Kromě původní „kmenové“ budovy na Lidické ulici v parku Lužánky nabízí svoji činnost také na Lesné, v Bohunicích, Starém a Novém Lískovci, Kohoutovicích, Žabovřeskách, na Vinohradech, v Bílovicích nad Svitavou a v Kuřimi. Součástí je i rekreační středisko Lorien v Orlických horách. K SVČ Lužánky patří i MŠ Lentilka, která slouží pro děti zaměstnanců Krajského úřadu JMK, příspěvkových organizací JMK, Hasičského záchranného sboru, Krajského ředitelství policie Jihomoravského kraje a Ústavního soudu. Dále Cirkus LeGrando, sportoviště Lanové centrum PROUD Brno, Arrow game Lesná, Minigolf Liška a síť kaváren L Caffe. Nabízí také pronájmy prostor.
SVČ Lužánky je organizace, která je Radou Jihomoravského kraje pověřená k pořádání všech postupových soutěží, přehlídek a předmětových olympiád na území celého Jihomoravského kraje. Velmi úzce též spolupracují s brněnskými vysokými školami, zejména s JAMU a Masarykovou univerzitou a mají oficiální statut Fakultního zařízení Pedagogické fakulty Masarykovy univerzity v Brně.[zdroj?] V projektech nejen pro školy se zaměřují na propojování formálního a neformálního vzdělávání.
Lužánky jsou akreditovanou vysílající a hostitelskou organizací pro Evropskou dobrovolnou službu. Jsou též zastřešující organizací regionálního zastoupení programu Mládež v akci pro Jihomoravský a Zlínský kraj.
Ve více než 800 zájmových kroužcích a kurzech každoročně nalezne svůj program téměř 11 000 účastníků od předškolních dětí po dospělé. V průběhu školního roku Lužánky chystají pro brněnskou veřejnost přes 400 nejrůznějších příležitostných akcí. Na pracovištích organizace fungují také kluby, poradny a hlídání dětí v síti miniškolek Maceška. Maceška je pro předškolní děti od dvou do pěti let, fungující od roku 2005 pod záštitou Lužánek. Jedná se o rozsáhlou síť miniškolek v Brně a okolí a jejím cílem je postupné, nenásilné zvykání dětí na pobyt bez rodičů a příprava na pohodový vstup do mateřské školy. Péči o nejmenší děti zajišťuje také Skládanka Archivováno 4. 6. 2024 na Wayback Machine. a hlídací koutek Kulička. Každé léto pořádají okolo 250 prázdninových akcí od pobytových a příměstských táborů až po kurzy pro dospělé. 
Široká nabídka je nachystána také pro základní a střední školy včetně výukových programů, adaptačních kurzů, školních výletů či kurzů pro pedagogy akreditovaných MŠMT.[zdroj?] Navštěvují školy s Polybusem - pojízdným polytechnickým kabinetem, podporují vzdělávání pedagogů mateřských škol přes projekt s celostátní působností Klokanovy školky a rozvíjí polytechniku i přírodovědné obory přes LUSK – Lužánecký skleník, environmentální a polytechnické výukové centrum s moderními specializovanými učebnami. Účastní se i dalších projektů: Šablony II - nabídka kurzů dalšího vzdělávání pedagogických pracovníků, které lze čerpat v rámci Šablon. Dále EduSTEM - posílení konkurenceschopnosti přeshraničního hospodářského území pomocí inovativních vzdělávacích nabídek. Nebo To be or not to be well? - Projekt na podporu wellbeingu ve třídách přes dramatickou výchovu, včetně online publikací a videí. 
Vytvořili mobilní aplikaci LApka s trasami a úkoly po Brně a e-shop s tvořivými balíčky, vstupenkami na akce pro veřejnost a merchandisingem. Zprávy ze všech koutů Lužánek najdou zájemci v online magazínu Lužánky Live.
SVČ Lužánky se od r. 2003 často umisťuje v anketě „Kdo hýbe Brnem“ TOP 100 Brno a mezi stovkou nejvýznamnějších firem a institucí v Brně. Na několika pracovištích fungují Rodinné koutky - místo pro rodinu, kde mají rodiče k dispozici dětský koutek, možnost přebalit a nakrmit své děti, či se jen potkat a povídat si (nejen) o rodině. SVČ Lužánky jsou taktéž spolupořadatelem významného festivalu dokumentárních filmů o lidských právech Jeden svět.

## Pracoviště
- Labyrint, Švermova 19, 625 00 Brno-Bohunice
- Lány, Lány 3, 625 00 Brno-Bohunice
- Lampa, Pod nemocnicí 25, 625 00 Brno-Bohunice
- Lata, Plovdivská 8, 616 00 Brno-Žabovřesky
- Legato, Stamicova 7, 623 00 Brno-Kohoutovice
- Lesná, Milénova 13, 638 00 Brno-sever
- Lidická, Lidická 50, 658 12 Brno-střed
- Linka, Kosmonautů 4, 625 00 Brno-Starý Lískovec
- Liška, Žižkova 600, 664 01 Bílovice nad Svitavou
- Louka, Bzenecká 23, 628 00 Brno-Vinohrady
- Lumík, Jungmannova 1084/1, Legionářská 338/51, 664 34 Kuřim
- Lyska, Oblá 51, 634 00 Brno-Nový Lískovec